# Ted Lune
Ted Lune (nasceu como Harold Garnett, em Edgeworth, em Lancashire, na Inglaterra, morreu em 7 de janeiro de 1968, aos 46 anos) foi um ator britânico, mais conhecido por seu protagonista Pvt. Ele participou da série de TV The Army Game como sendo o personagem Len Bone. Ele também particpou de filmes.